# Gluey, Gluey and The Ear Friend
Gluey, Gluey and the Ear Friend es un sencillo de la banda neozelandésa Tall Dwarfs, lanzado en 1998 por Flying Nun Records, bajo el número de catálogo FN403. Contiene el sencillo "Gluey Gluey" y el EP "The Ear Friend".

## Lista de canciones[4]

### Gluey Gluey (sencillo)
1. "Gluey Gluey (Single Mix)"

### The Ear Friend EP[5]
1. "Ice Breaker"
2. "Fragile (Guitar! Mix)"
3. "The Ear Friend (Trailer)"
4. "Foolish Hearts"
5. "The Ear Friend"